# Raeren
Raeren [ˈʁaːʁən] ⓘ ist ein belgischer Grenzort bei Aachen und eine der neun Gemeinden der Deutschsprachigen Gemeinschaft Belgiens. Etwa 50 Prozent der rund 11.000 Einwohner sind Ausländer ohne belgische Staatsbürgerschaft, die weitaus meisten davon Deutsche.

## Geographie
Die Gemeinde Raeren setzt sich aus der Altgemeinde Raeren mit ihren Ortsteilen Alt-Raeren, Neudorf und Petergensfeld, der Altgemeinde Hauset sowie Eynatten mit dem belgischen Teil von Lichtenbusch und dem Weiler Berlotte zusammen. Auch das 18 Kilometer südöstlich von Raeren gelegene Gebiet des früheren Bahnhofs Lammersdorf gehört zur Gemeinde Raeren, es ist nur durch die Trasse der Vennbahn mit dem Gemeindegebiet verbunden und ansonsten von deutschem Staatsgebiet umgeben.
Ebenso gehört ein Teil des Hohen Venns mit dem Weiler Fringshaus zur Gemeinde Raeren. Auf dem Gemeindegebiet, zwischen Raeren und Petergensfeld, entspringt die Inde.

## Geschichte

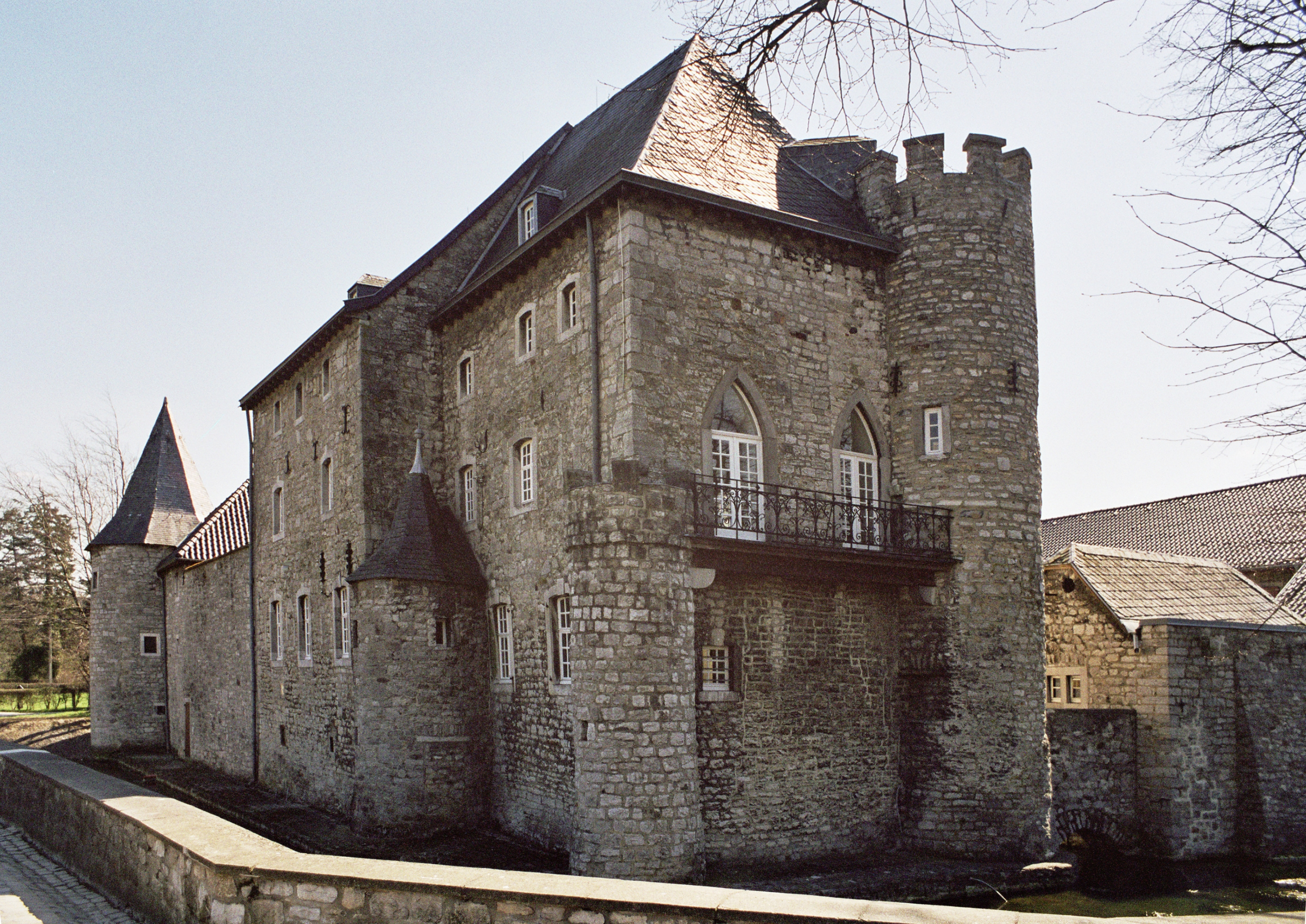
Burg Raeren

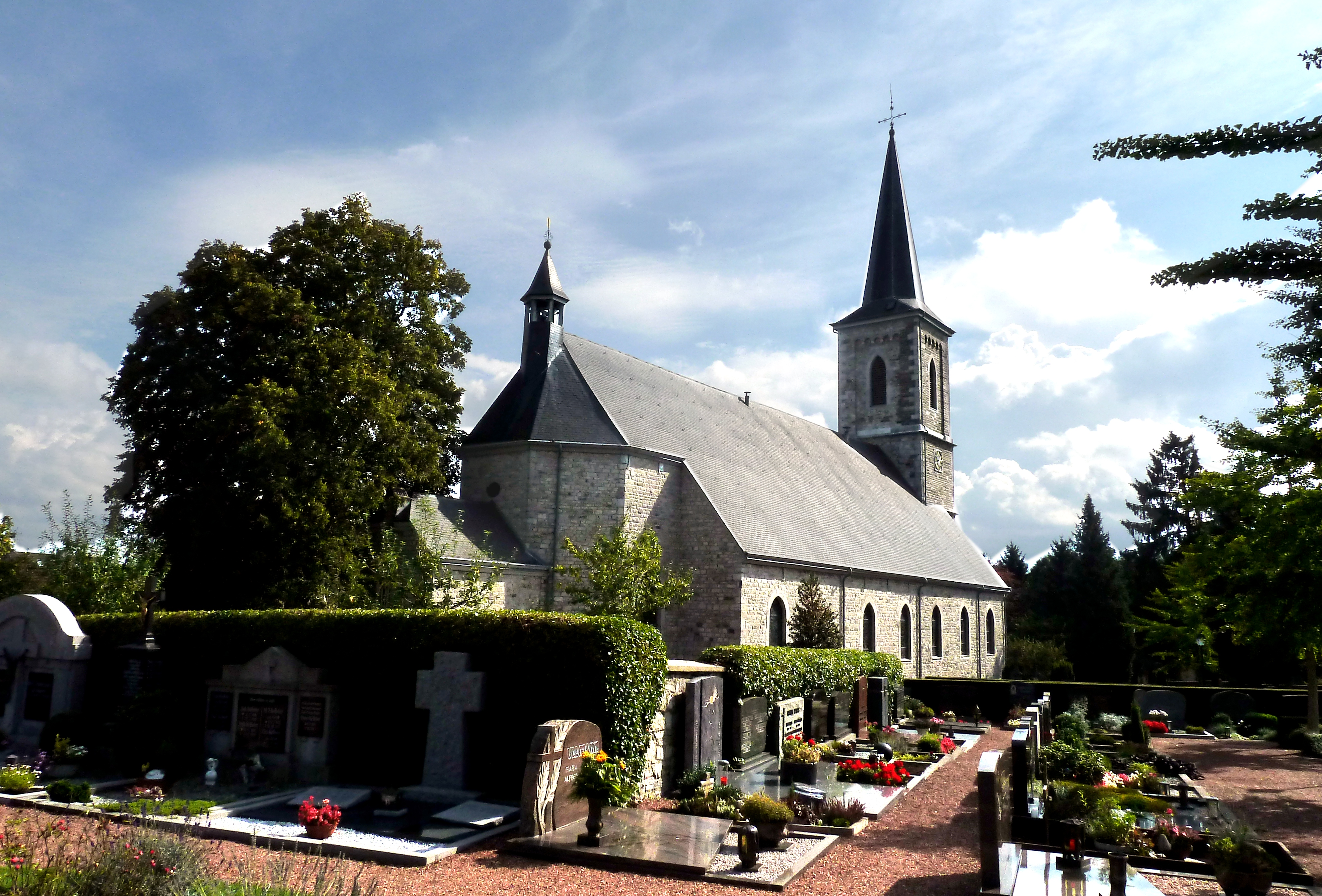
St.-Nikolaus-Kirche mit Friedhof

Der Ortsname Raeren stammt aus dem Wort „roden“ und weist auf eine Siedlung mitten im Aachener Reichswald hin. Als Rodungsperiode nimmt man die Zeit um 800 bis 1200 an. Es entstanden die Ortsteile Raeren und Neudorf. Der Ortsteil Neudorf wird erstmals 1241 in einer Urkunde des Aachener Marienstifts erwähnt. Die erste urkundliche Erwähnung des Namens Raeren datiert aus dem Jahre 1400.
Der Ort wurde durch das Raerener Steinzeug bekannt, welches vor allem im 16. und 17. Jahrhundert hier hergestellt wurde. Die besten Exemplare finden sich in den großen internationalen Museen. Der bedeutendste Meister der Renaissancetöpferei war Jan Emens Mennicken. Das traditionelle Steinzeug aus Raeren ist vom belgischen Staat mit dem Europäischen Kulturerbe-Siegel ausgezeichnet worden. In der Burg Raeren befindet sich ein sehenswertes Töpfereimuseum.
Die St.-Nikolaus-Pfarrkirche, nach Entwürfen des Aachener Stadtbaumeisters Laurenz Mefferdatis im Stil des Barock mit Rundbogenarkaden erbaut, wurde 1728 fertiggestellt. Durch Erlass der Exekutive der Deutschsprachigen Gemeinschaft vom 16. Januar 1986 wurde sie unter Denkmalschutz gestellt. 1994 erhielt die Kirche eine neue Orgel, die von der Firma Weimbs Orgelbau erstellt wurde. Im Ortsteil Berg wurde 1716 die Annakapelle errichtet, die bis 1934 der Pfarre St. Nikolaus angegliedert war und seitdem von einem privaten Komitee verwaltet und betreut wird.
Raeren gehörte ursprünglich zum Herzogtum Limburg und wurde infolge des Wiener Kongresses 1815 bis 1920 preußisch (Kreis Eupen) und gehört seit 1920 kraft des Versailler Vertrages zum Gouvernement Eupen-Malmedy und wurde 1925 in den belgischen Staatsverband eingegliedert. Seit 1956 gehört die Gemeinde zur Deutschsprachigen Gemeinschaft in Ostbelgien. Die Ortschaft Sief war bis zum Ersten Weltkrieg ein Ortsteil von Raeren und wurde im Versailler Vertrag zunächst mit der Gemeinde Raeren an Belgien abgetreten, jedoch aus wasserwirtschaftlichen Gründen am 1. Oktober 1921 an Deutschland zurückgegeben und am 1. November 1922 in die Stadt Aachen eingemeindet.

## Sprache
Gegenüber dem Standarddeutsch verlieren die lokalen Dialekte zunehmend an Bedeutung. Die ursprünglichen Dialekte der Gemeindedörfer weisen limburgische und ripuarische Einflüsse auf.

## Verkehr

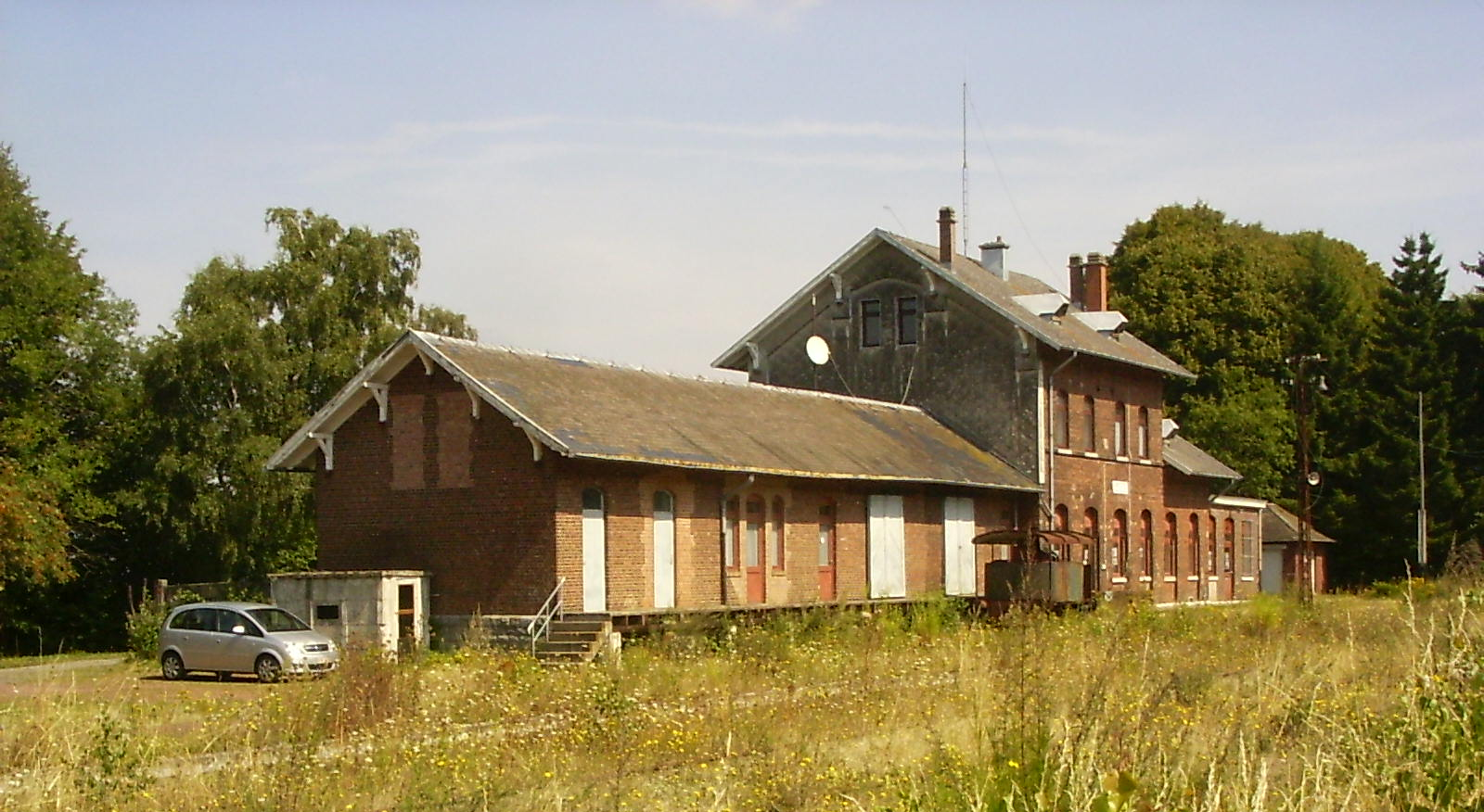
Empfangsgebäude des Bahnhofs Raeren
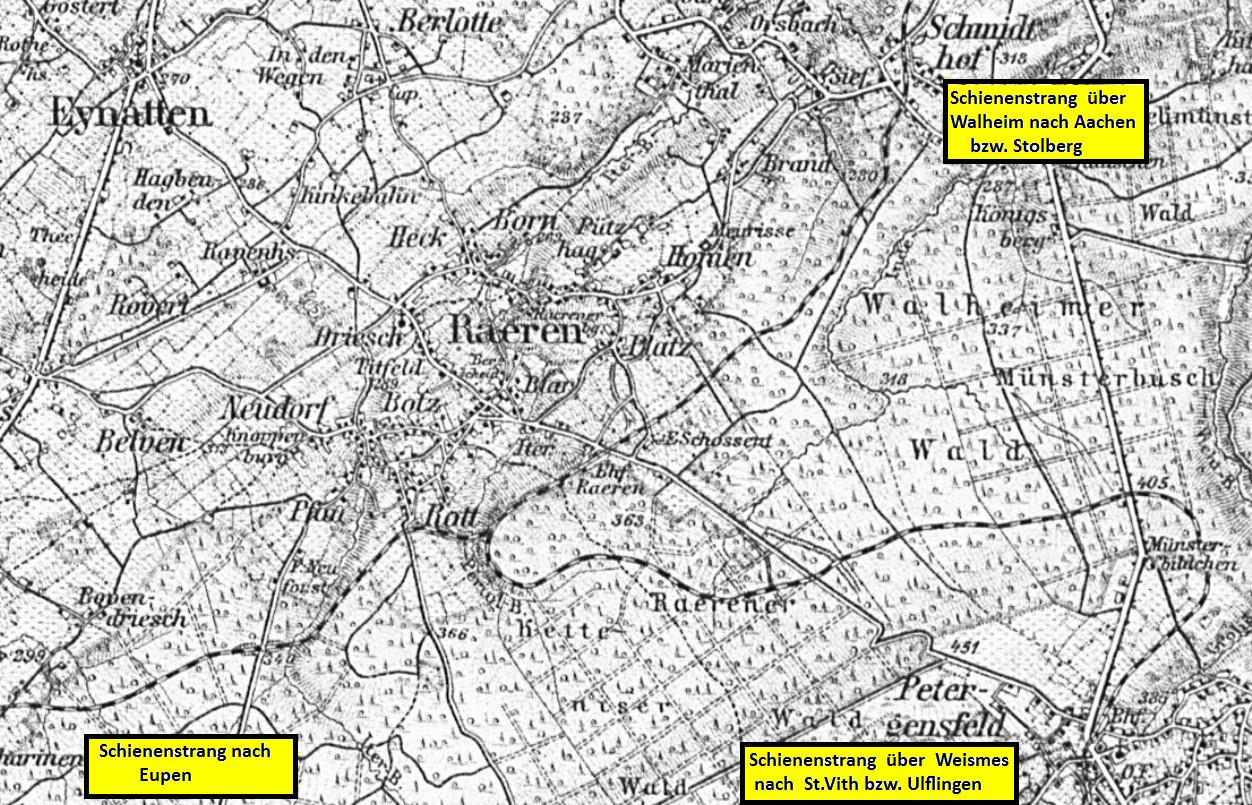
Eisenbahnstrecken zum/vom Bf. Raeren
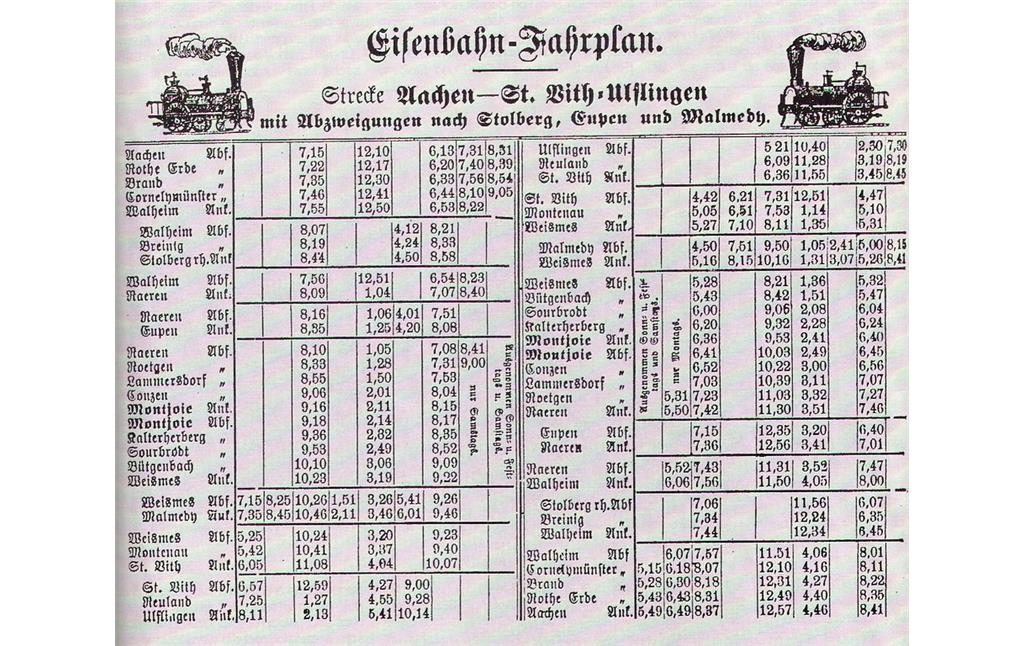
Fahrplan um 1890 in historischer 12-Stunden-Zählung, Umsteigen nach Eupen bzw. Stolberg

Der Bahnhof Raeren wurde im Personenverkehr von 1885 bis 1959 über die Vennbahn und die Bahnstrecke Welkenraedt–Raeren bedient, die Gleisverbindung nach Stolberg wurde jedoch für Gütertransporte noch weiter genutzt und erst endgültig am 31. Mai 1991 eingestellt. Von 1990 bis 2002 erfolgte eine Reaktivierung für touristische Fahrten durch den Verein Vennbahn V.o.E. Eine Reaktivierung für den Personenverkehr im Rahmen einer durchgehenden Verbindung Stolberg–Eupen wird diskutiert. Heute befinden sich ein Lokomotivhändler und die Eisenbahnfreunde Grenzland e. V. auf dem Bahnhofsgelände.
Der öffentliche Personennahverkehr wird heute mit Stadtbussen durchgeführt. In Raeren bedient die Linie 722 von Eupen nach Lichtenbusch die Haltestellen Neustraße, Neudorf, Botz, Eifeler Hof und Driesch. Außerdem verkehren Fahrten der Linie 14 von Aachen nach Eupen, vor allem an Sonn- und Feiertagen.
| Linie | Betreiber   | Verlauf |
| ----- | ----------- | --- |
| 14    | ASEAG / TEC | Aachen Bushof – Elisenbrunnen – Misereor – Aachen Hbf – Burtscheid Hauptstr. – Diepenbenden – Linzenshäuschen – Köpfchen Grenze (D) – (Hauset (B) –) Eynatten (B) – (Raeren –) Kettenis – Eupen (AVV-Tarif gilt nur im deutschen Streckenabschnitt) |
| 722   | TEC         | Lichtenbusch Grenze (B) / (Köpfchen Grenze (D) – Hauset (B)) – Eynatten (B) – (Roetgen (D) –) Raeren (B) – Kettenis – Eupen (AVV-Tarif gilt nur in deutschen Streckenabschnitten)                                                                   |

Der Ort ist an den internationalen Fahrradweg Vennbahn (Deutschland, Belgien, Luxemburg) angeschlossen.

## Wirtschaft
- Metallindustrie (Aluminiumverarbeitung, durch die norwegische Sapa AS)
- Brennerei- und Destilleriebetrieb
- Kunststoffverarbeitung (NMC SA)
- Logistik- und Verkehrsstandort, Autobahnanschluss an die E 40

## Gemeindepartnerschaft
Seit 2023 unterhält Raeren eine Gemeindepartnerschaft mit der Stadt Höhr-Grenzhausen im Westerwaldkreis in Rheinland-Pfalz, mit der sie eine gemeinsame Keramiktradition verbindet.

## Tourismus
- Töpfereimuseum in der Burg Raeren.
- Zugang zum Vennbahnradweg, mit Café-Pavillon mit Terrasse und Parkplätzen in der Nähe des alten Bahnhofs.
- Wegekreuze und Bildstöcke in Raeren
- Liste von historischen Mühlen an der Göhl

## Personen aus der Gemeinde
- Jan Emens Mennicken (fl. 16.–17. Jahrhundert), einer der bedeutenden Raerener Töpfermeister
- Amand von Harenne (1813–1866), Landrat des Kreises Eupen
- Leonhard Mennicken (1874–1969), Bildhauer
- Maria Eulenbruch (1899–1972), Keramikerin und Kunstprofessorin
- André Blank (1914–1987), Kunstmaler
- Bruno Fagnoul (1936–2023), erster Ministerpräsident der Deutschsprachigen Gemeinschaft
- Marcel Lejoly (1948–2024), Politiker der Sozialistischen Partei und Minister der Deutschsprachigen Gemeinschaft
- Hans Niessen (* 1950), ehemaliger Minister der Deutschsprachigen Gemeinschaft
- Mathias Cormann (* 1970), australischer Politiker mit belgischen Wurzeln, von 2013 bis 2020 Finanzminister Australiens (wuchs in Raeren auf)
- Fabian Thylmann (* 1978), Unternehmerin der Pornoindustrie (wohnhaft in Raeren)
- Laurenz Rex (* 1999), Radsportler